# Национальный музей военной истории Слобожанщины
«Национальный музей военной истории Слобожанщины» (укр. Національний музей воєнної історії Слобожанщини), в 1975—2024 годах — Высота маршала Конева (укр. Висота маршала Конєва) — мемориальный комплекс в посёлке Солоницевка Дергачевского района Харьковской области.

## История
Здесь, неподалёку от поселка Гавриловка (который с 1976 года входит в пос. Солоницевка), в августе 1943 года во время освобождения Харькова от немецкой оккупации на господствующей над местностью высоте 194,2 располагались наблюдательные пункты:
- командующего войсками Степного фронта генерал-полковника И. С. Конева,
- командующего 53-й армии генерал-майора И. М. Манагарова,
- командира 252-й стрелковой дивизии генерал-майора Г. И. Анисимова.

Первоначально 20 августа на высоте 194.2 был организован командный пункт 53-й армии генерал-лейтенанта Ивана Манагарова.
С данного нп не видно самого города Харьков. С данной высоты, расположенной на обращённом на юг склоне балки реки Уды, открывается панорама на Рай-Еленовку — Коротич — Новый Коротыч — Люботин, где на господствующих высотах сосредоточились войска и рубеж обороны немцев.
Отсюда совершалось оперативное руководство войсками в ходе ожесточённых боёв завершающего этапа Белгородско-Харьковской наступательной операции (проходившей с 3 по 23 августа 1943 года) и позднее, вплоть до отступления немецких войск из трёх оккупированных районов Харькова, 29 августа.
Командующий Степным фронтом Иван Конев отдал 5-й гвардейской танковой армии приказ утром 21 августа «начать решительное и энергичное наступление в общем направлении на Коротич — Бабаи и окружить с юга Харьковскую группировку противника. После чего частью сил овладеть переправами на реке Мерефа в районе Буды — Мерефа.» С данного нп было хорошо было видно наступление 5-й гвардейской танковой армии и 53-й армии, которые должны были освободить Коротич и окружить харьковскую группировку противника, замкнув кольцо. Окружение осуществить не удалось: 7-я гвардейская армия не освободила в намеченный срок Основу, а 5-я танковая, потеряв несколько сотен танков, до 29 августа не могла освободить «ключ к Харькову» Коротич (за который разгорелись основные бои) и где по хорошо видным с данного нп высотам от Песочина до Люботина проходила немецкая оборона; 5-я танковая освободила Коротич после девяти дней упорнейших встречных боёв 29 августа.
Вечером 22 августа 1943 года с нп 194,2 И. С. Конев отдал приказ армиям Степного фронта о ночном штурме Харькова.
К 12 часам 23 августа 1943 года войска 69-й, 7-й гвардейской и 53-й армий окончательно освободили город от немецких войск.
В тот же день столица СССР город Москва салютовала освободителям Харькова двадцатью артиллерийскими залпами из 224 орудий, а десять дивизий Степного фронта (15-я, 28-я, 89-я, 93-я гвардейские стрелковые, 84-я, 116-я, 183-я, 252-я, 299-я, 375-я стрелковые) приказом Верховного Главнокомандующего были удостоены почётного звания «Харьковских».

## После войны
В послевоенный период расположение бывшего командного пункта Степного фронта становится местом проведения массовых мероприятий, приуроченных к Дню Победы в Великой Отечественной войне.
9 мая 1965 года, к двадцатой годовщине Победы, на высоте 197,3 был впервые проведён торжественный митинг общественности.
В 1968 году свой командный пункт посетил сам маршал И. С. Конев.
В 1975 году на месте командного пункта Конева была установлена стела с надписью по-русски:

«На этой высоте находился командный пункт маршала Советского Союза И. С. Конева, командующего Степным фронтом. Отсюда 22 августа 1943 года был отдан приказ на освобождение штурмом г. Харькова.»

В 1980 году по проекту скульптора Д. Совы и архитектора Н. Краснолобова на вершине высоты было сооружён обелиск (высота 18,6 м) с декоративной стелой (3×2,3 м).
Решением Харьковского облисполкома от 12.01.1981 года № 13 объекту был присвоен статус памятника истории местного значения с внесением в Государственный реестр памятников археологии, истории и монументального искусства г. Харькова и Харьковской области, как «Памятное место командного пункта И. С. Конева, командующего Степного фронта» (пгт. Солоницевка, 2 км на север от поселка, на высоте 197,3; охранный № 1663).
В 2003 г. во исполнение Указа президента Украины от 26 марта 2003 года № 276/2003 «О праздновании 60-летия Победы и памятных событий Великой Отечественной войны 1941—1945 годов» на высоте была начата реконструкция с целью создания Памятного комплекса «Высота маршала И. С. Конева».
В августе 2003 года на памятном комплексе проводится реконструкция по проекту заслуженного архитектора Украины П. Г. Чечельницкого и А. В. Ткаченко. В ходе работ на высоте были сооружены часовня Ивана-воина, подпорная стена с памятными досками, автостоянка, помещение для охраны, произведена реконструкция обелиска, декоративной стелы, главных ступенек, подъездных путей и системы освещения.
В августе 2003 года в ознаменование 60-летия освобождения Харьковщины от немецко-фашистских захватчиков на базе комплекса прошли праздничные мероприятия при участии премьер-министра Украины В. Ф. Януковича.
Решением Харьковского областного совета № 368—V от 6 сентября 2007 года музей «Харьковщина в Великой Отечественной войне 1941—1945 годов» был включён в состав объектов Областного коммунального учреждения "Мемориальный комплекс «Высота маршала И. С. Конева».
Указом президента Украины В. А. Ющенко от 14 мая 2008 года памятному комплексу был присвоен статус «Национального», номер памятника 63-220-0102.
В 2024 году музей переименовали.